# Championnats du monde de badminton 2019
Navigation
Nankin 2018 Huelva 2021
Les championnats du monde de badminton 2019, 25e édition de cette compétition, ont lieu du 19 au 25 août 2019 à Bâle, en Suisse.

## Programme
Toutes les heures sont des heures locales (UTC+2).
| Date    | Tour                |
| ------- | ------------------- |
| 19 août | 1er tour            |
| 20 août | 1er et 2e tours     |
| 21 août | 2e tour             |
| 22 août | Huitièmes de finale |
| 23 août | Quarts de finale    |
| 24 août | Demi-finales        |
| 25 août | Finales             |

## Nations participantes
384 joueurs de 44 pays participent à ces championnats. Le nombre entre parenthèses indique le nombre de participants par pays.
- Allemagne (12)
- Angleterre (11)
- Australie (6)
- Autriche (3)
- Belgique (2)
- Brésil (1)
- Bulgarie (6)
- Canada (8)
- Chine (31)
- Corée du Sud (12)
- Croatie (1)
- Danemark (17)
- Écosse (4)
- Espagne (4)
- Estonie (4)
- États-Unis (9)
- Finlande (2)
- France (8)
- Guatemala (5)
- Hong Kong (14)
- Hongrie (1)
- Inde (23)
- Indonésie (27)
- Irlande (5)
- Israël (3)
- Italie (1)
- Jordanie (2)
- Japon (26)
- Malaisie (22)
- Maurice (2)
- Mexique (1)
- Pays-Bas (9)
- Pérou (2)
- Pologne (5)
- Tchéquie (7)
- Russie (18)
- Singapour (5)
- Sri Lanka (1)
- Suède (3)
- Suisse (6)
- Taipei chinois (17)
- Thaïlande (20)
- Turquie (5)
- Ukraine (4)
- Viêt Nam (6)

## Résultats

### Podiums
| Épreuve                           | Or                             | Argent                                         | Bronze                              |
| --------------------------------- | ------------------------------ | ---------------------------------------------- | ----------------------------------- |
| Simple hommes résultats détaillés | Kento Momota                   | Anders Antonsen                                | Sai Praneeth Bhamidipati            |
| Simple hommes résultats détaillés | Kento Momota                   | Anders Antonsen                                | Kantaphon Wangcharoen               |
| Simple dames résultats détaillés  | Pusarla Venkata Sindhu         | Nozomi Okuhara                                 | Chen Yufei                          |
| Simple dames résultats détaillés  | Pusarla Venkata Sindhu         | Nozomi Okuhara                                 | Ratchanok Intanon                   |
| Double hommes résultats détaillés | Hendra Setiawan Mohammad Ahsan | Takuro Hoki Yugo Kobayashi                     | Fajar Alfian Muhammad Rian Ardianto |
| Double hommes résultats détaillés | Hendra Setiawan Mohammad Ahsan | Takuro Hoki Yugo Kobayashi                     | Li Junhui Liu Yuchen                |
| Double dames résultats détaillés  | Mayu Matsumoto Wakana Nagahara | Yuki Fukushima Sayaka Hirota                   | Du Yue Li Yinhui                    |
| Double dames résultats détaillés  | Mayu Matsumoto Wakana Nagahara | Yuki Fukushima Sayaka Hirota                   | Greysia Polii Apriyani Rahayu       |
| Double mixte résultats détaillés  | Zheng Siwei Huang Yaqiong      | Dechapol Puavaranukroh Sapsiree Taerattanachai | Yuta Watanabe Arisa Higashino       |
| Double mixte résultats détaillés  | Zheng Siwei Huang Yaqiong      | Dechapol Puavaranukroh Sapsiree Taerattanachai | Wang Yilyu Huang Dongping           |

### Tableau des médailles
| Rang  | Nation    | Or | Argent | Bronze | Total |
| ----- | --------- | -- | ------ | ------ | ----- |
| 1     | Japon     | 2  | 3      | 1      | 6     |
| 2     | Chine     | 1  | 0      | 4      | 5     |
| 3     | Indonésie | 1  | 0      | 2      | 3     |
| 4     | Inde      | 1  | 0      | 1      | 2     |
| 5     | Thaïlande | 0  | 1      | 2      | 3     |
| 6     | Danemark  | 0  | 1      | 0      | 1     |
| Total | Total     | 5  | 5      | 10     | 20    |

## Résultats par nations et par tour
Les têtes de série entrent dans la compétition au deuxième tour, sauf en simple hommes, ce qui explique les augmentations du nombre de joueurs entre le premier et le deuxième tour.
Il existe des doublons puisque de nombreux joueurs participent à deux tableaux de doubles.
| Nation         | 1er tour | 2e tour               | 1/8e de finale        | 1/4 de finale         | Demi-finale           | Finale                |
| -------------- | -------- | --------------------- | --------------------- | --------------------- | --------------------- | --------------------- |
| Allemagne      | 15       | 12                    | 2                     | Plus de représentants | Plus de représentants | Plus de représentants |
| Angleterre     | 11       | 17                    | 4                     | Plus de représentants | Plus de représentants | Plus de représentants |
| Australie      | 8        | 9                     | Plus de représentants | Plus de représentants | Plus de représentants | Plus de représentants |
| Autriche       | 3        | Plus de représentants | Plus de représentants | Plus de représentants | Plus de représentants | Plus de représentants |
| Belgique       | 2        | 1                     | Plus de représentants | Plus de représentants | Plus de représentants | Plus de représentants |
| Brésil         | 1        | Plus de représentants | Plus de représentants | Plus de représentants | Plus de représentants | Plus de représentants |
| Bulgarie       | 4        | 8                     | 2                     | Plus de représentants | Plus de représentants | Plus de représentants |
| Canada         | 12       | 9                     | 1                     | Plus de représentants | Plus de représentants | Plus de représentants |
| Chine          | 6        | 55                    | 24                    | 15                    | 9                     | 2                     |
| Corée du Sud   | 6        | 21                    | 10                    | 6                     | Plus de représentants | Plus de représentants |
| Croatie        | 1        | 1                     | Plus de représentants | Plus de représentants | Plus de représentants | Plus de représentants |
| Danemark       | 7        | 16                    | 7                     | 2                     | 1                     | 1                     |
| Écosse         | 5        | 4                     | 2                     | Plus de représentants | Plus de représentants | Plus de représentants |
| Espagne        | 2        | 1                     | Plus de représentants | Plus de représentants | Plus de représentants | Plus de représentants |
| Estonie        | 4        | Plus de représentants | Plus de représentants | Plus de représentants | Plus de représentants | Plus de représentants |
| États-Unis     | 9        | 5                     | 1                     | Plus de représentants | Plus de représentants | Plus de représentants |
| Finlande       | 2        | Plus de représentants | Plus de représentants | Plus de représentants | Plus de représentants | Plus de représentants |
| France         | 10       | 7                     | Plus de représentants | Plus de représentants | Plus de représentants | Plus de représentants |
| Guatemala      | 3        | Plus de représentants | Plus de représentants | Plus de représentants | Plus de représentants | Plus de représentants |
| Hong Kong      | 14       | 10                    | 3                     | 2                     | Plus de représentants | Plus de représentants |
| Hongrie        | 1        | Plus de représentants | Plus de représentants | Plus de représentants | Plus de représentants | Plus de représentants |
| Inde           | 20       | 25                    | 9                     | 2                     | 2                     | 1                     |
| Indonésie      | 12       | 41                    | 11                    | 7                     | 6                     | 2                     |
| Irlande        | 5        | Plus de représentants | Plus de représentants | Plus de représentants | Plus de représentants | Plus de représentants |
| Israël         | 4        | 1                     | Plus de représentants | Plus de représentants | Plus de représentants | Plus de représentants |
| Italie         | 1        | Plus de représentants | Plus de représentants | Plus de représentants | Plus de représentants | Plus de représentants |
| Japon          | 13       | 51                    | 22                    | 16                    | 10                    | 8                     |
| Jordanie       | 2        | Plus de représentants | Plus de représentants | Plus de représentants | Plus de représentants | Plus de représentants |
| Malaisie       | 7        | 35                    | 11                    | 3                     | Plus de représentants | Plus de représentants |
| Maurice        | 1        | Plus de représentants | Plus de représentants | Plus de représentants | Plus de représentants | Plus de représentants |
| Mexique        | 1        | 1                     | Plus de représentants | Plus de représentants | Plus de représentants | Plus de représentants |
| Pays-Bas       | 9        | 13                    | 2                     | 2                     | Plus de représentants | Plus de représentants |
| Pérou          | 2        | Plus de représentants | Plus de représentants | Plus de représentants | Plus de représentants | Plus de représentants |
| Pologne        | 3        | Plus de représentants | Plus de représentants | Plus de représentants | Plus de représentants | Plus de représentants |
| Tchéquie       | 8        | 4                     | Plus de représentants | Plus de représentants | Plus de représentants | Plus de représentants |
| Russie         | 17       | 25                    | Plus de représentants | Plus de représentants | Plus de représentants | Plus de représentants |
| Singapour      | 6        | 2                     | 2                     | 1                     | Plus de représentants | Plus de représentants |
| Sri Lanka      | 1        | Plus de représentants | Plus de représentants | Plus de représentants | Plus de représentants | Plus de représentants |
| Suède          | 3        | 5                     | Plus de représentants | Plus de représentants | Plus de représentants | Plus de représentants |
| Suisse         | 7        | Plus de représentants | Plus de représentants | Plus de représentants | Plus de représentants | Plus de représentants |
| Taipei chinois | 13       | 24                    | 6                     | 4                     | Plus de représentants | Plus de représentants |
| Thaïlande      | 11       | 25                    | 8                     | 4                     | 4                     | 2                     |
| Turquie        | 5        | Plus de représentants | Plus de représentants | Plus de représentants | Plus de représentants | Plus de représentants |
| Ukraine        | 5        | 9                     | Plus de représentants | Plus de représentants | Plus de représentants | Plus de représentants |
| Viêt Nam       | 6        | 5                     | 1                     | Plus de représentants | Plus de représentants | Plus de représentants |
|                | 1er tour | 2e tour               | 1/8e de finale        | 1/4 de finale         | Demi-finale           | Finale                |